# Verhuellia
Verhuellia, rod paparovki iz Kube i Hispaniole (Haiti i Dominikanska Republika). Pripadaju mu tri vrste malih, zeljastih, saksikoloznih trajnica poznatih iz vrlo malo zbirki sakupljenih na Kubi i Hispanioli
Ime roda Verhuellia je u čast Van Huella (1787-1860), nizozemskog kontraadmirala, ilustratora i entomologa.

## Vrste
1. Verhuellia hydrocotylifolia (Griseb.) C.DC. ex C.Wright
2. Verhuellia lunaria (Ham.) C.DC.
3. Verhuellia pellucida F.Schmitz

## Sinonimi
- Mildea Griseb.